# Scheibenräder von Gnarrenburg
 Die Scheibenräder von Gnarrenburg sind zwei endneolithische Scheibenräder, die im Landkreis Rotenburg (Wümme) in Niedersachsen 1942 beim Torfstechen in den untersten Schichten des 360 km² großen Teufelsmoores bei Gnarrenburg gefunden wurden. Es handelt sich um dreiteilige Scheibenräder aus Eichenholz mit sogenannter fester Nabe. Die Nabenbuchsen waren aus dem mittleren Brett der Räder herausgearbeitet. Nirgendwo sonst in Niedersachsen wurden auf einer so kleinen Fläche so zahlreiche Radfunde gemacht.
Das „Gnarrenburger Rad FStr. 12“ wurde 2009 mittels AMS-Verfahren auf 4030±41 BP neu datiert. Kalibriert mit OxCal v. 4.3. unter Weglassung der wigglefehlerbedingten Spitze ergibt dies 2670–2467 calBC. Das Rad liegt damit im Datenbereich der norddeutschen Einzelgrab-Ausprägung der Kultur mit Schnurkeramik.